# Дженнет, Скутер
Райан Джозеф «Скутер» Дженнетт (англ. Ryan Joseph «Scooter» Gennett, 1 мая 1990, Цинциннати, Огайо) — американский бейсболист, игрок второй базы клуба. В Главной лиге бейсбола выступал за «Милуоки Брюэрс», «Цинциннати Редс» и «Сан-Франциско Джайентс». В 2017 году выбил четыре хоум-рана в одном матче. Участник Матча всех звёзд 2018 года.

## Карьера
Дженнетт был выбран на драфте Главной лиги бейсбола 2009 года в шестнадцатом раунде командой «Милуоки Брюэрс». С 2010 года начал выступления в системе клуба. Получал приглашения на Матчи всех звёзд всех лиг, в которых он выступал. В 2012 году принимал участие в Матче всех звёзд будущего. 3 июня 2013 года руководство клуба перевело Скутера из «Нэшвилл Саундс» в основной состав. В тот же день он дебютировал в МЛБ.
В 2015 году Дженнетт порезал руку в душе, после чего был внесён в список травмированных. После восстановления его отправили в AAA-лигу в «Колорадо-Спрингс Скай Бокс», где он играл на протяжении месяца.
В декабре 2016 года по решению арбитража Скутер подписал годичный контракт с Брюэрс на 2,5 млн долларов.
В марте 2017 года он был выставлен на драфт отказов, после чего перешёл в «Цинциннати Редс». 6 июня в игре с «Сент-Луис Кардиналс» Дженнетт выбил четыре хоум-рана (один из которых был гранд-слэмом), став первым игроком в истории «Редс», сделавшим это.